# Scopula paradela
Scopula paradela är en fjärilsart som beskrevs av Louis Beethoven Prout 1920. Scopula paradela ingår i släktet Scopula och familjen mätare. Inga underarter finns listade.